# Dutch Green Building Council
Dutch Green Building Council (DGBC) is een stichting die in 2008 werd opgericht om de gebouwde omgeving in een versneld tempo meetbaar te verduurzamen en toekomstbestendig te maken. In de loop der jaren is er naast energiebesparing aandacht gekomen voor klimaatadaptatie, sociale duurzaamheid, circulariteit en biodiversiteit. DGBC zet verschillende maatschappelijke opgaven centraal en brengt bedrijven, organisaties en instituten in de bouwketen samen. Anno 2024 heeft DGBC zo'n 400 partners. Het is een initiatief van enkele marktpartijen die samenwerking zochten met gemeenten in het streven de gebrouwde omgeving versneld te verduurzamen en toekomstbestendig te maken.
DGBC ontwikkelde het BREEAM-NL en WEii keurmerk en een methodiek om de fysieke risico's van klimaatverandering voor een vastgoedportefeuille inzichtelijk te maken, het Framework for Climate Adaptive Buildings (FCAB). In november 2023 riep de Authoriteit Financiële Markten (AFM) er toe op, tot een dergelijk systeem te komen om kopers of eigenaren van onroerend goed (tijdig) te informeren over risico’s voor hun woning bij extreem weer.